# Черемных, Михаил Михайлович
Михаи́л Миха́йлович Черемны́х (18 [30] октября 1890, Томск — 17 августа 1962) — советский график, карикатурист, книжный иллюстратор, мастер плаката.
Академик АХ СССР (1958; член-корреспондент 1954). Народный художник РСФСР (1952). Лауреат Сталинской премии второй степени (1942).

## Биография
Окончил (?) Томскую гимназию, был дружен с Н. Котовым. Рисовать учился у известного художника С. М. Прохорова, в методике преподавания рисования последовательно руководствовавшегося принципами своего наставника П. П. Чистякова.
В 1911—1917 годах учился в МУЖВЗ у К. А. Коровина и С. В. Малютина.
После Октябрьской революции, в годы Гражданской войны создавал агитационные плакаты («… Надо быть готовым», «Чтоб из этой лапы выпал нож, антифашистского фронта силы множь!»). В 1919 году исполнил первое «Окно РОСТА».
В 1918 году разобрался в строе колоколов, партитуре Кремлёвских курантов и в соответствии с пожеланием Ленина набрал на игральный вал курантов революционные мелодии.
Один из создателей «Окон ТАСС» (1941), журнала «Крокодил» (1922).
В 1949—1962 годах преподавал в МГАХИ имени В. И. Сурикова. Сотрудничал с такими журналами как «Безбожник у станка», «Смехач». Автор Антирелигиозной азбуки. Действительный член АХ СССР (1958).
Скончался 17 августа 1962 года; похоронен в Москве в колумбарии Новодевичьего кладбища.
Первая жена — Раиса Дмитриевна Виноградова. Вторая жена, Нина Александровна — была автором текстов к плакатам мужа; после его смерти написала книгу воспоминаний о нём (Москва : Сов. художник, [1965]. — 192 с. : ил.).

## Награды
- Сталинская премия второй степени (1942) — за политические плакаты и карикатуры в «Окнах РОСТА»[3]
- народный художник РСФСР (1952)
- орден «Знак Почёта»
- медали